# New Romney
New Romney is een civil parish in het bestuurlijke gebied Folkestone & Hythe, in het Engelse graafschap Kent. De plaats telt 6996 inwoners.
Het is het hoofdkwartier van de Romney, Hythe and Dymchurch Railway.

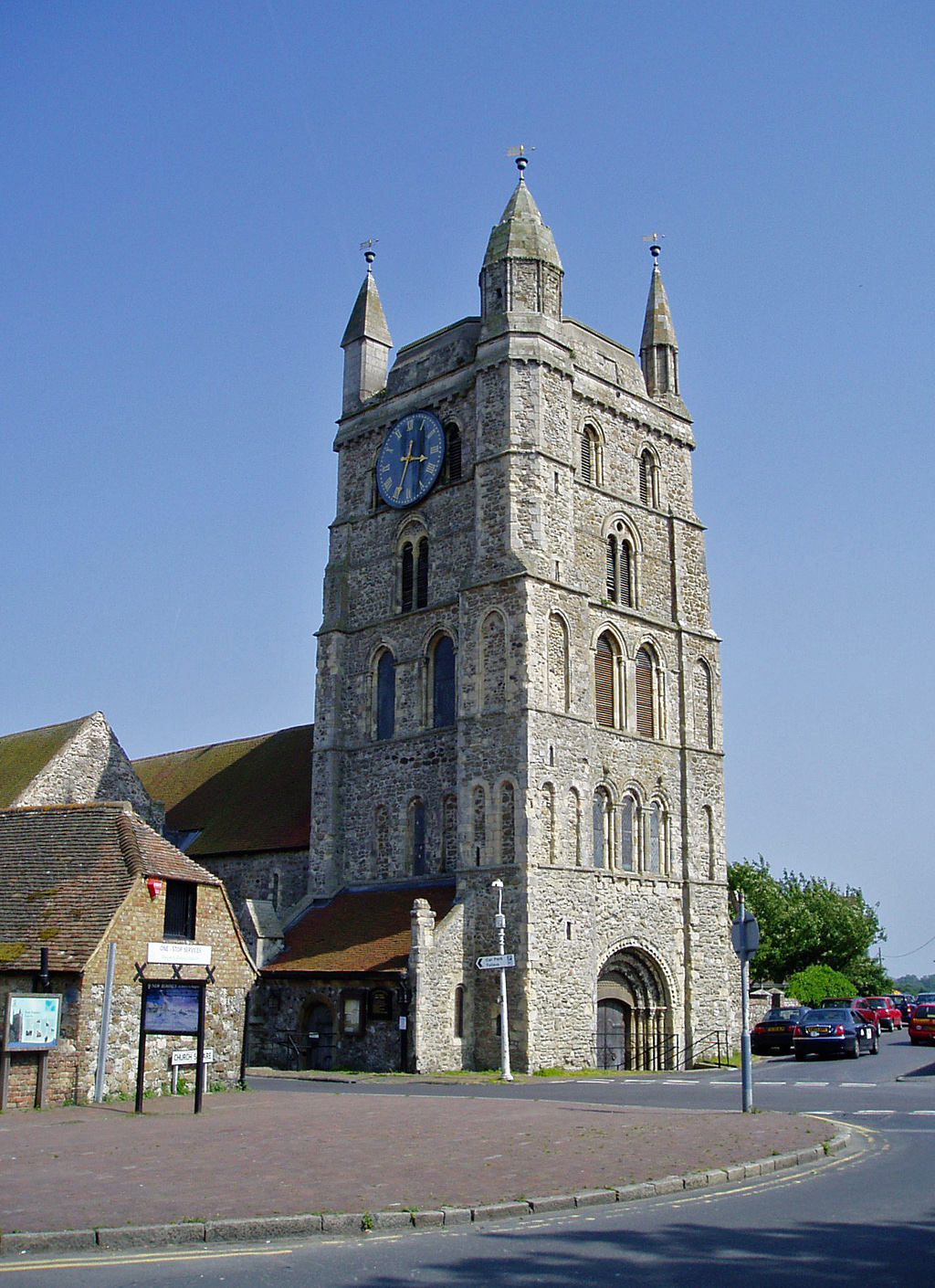
Kerk in New Romney